# آلفردو تالاورا
آلفردو تالاورا (انگلیسی: Alfredo Talavera؛ زادهٔ ۱۸ سپتامبر ۱۹۸۲) یک بازیکن فوتبال اهل مکزیک است.
وی همچنین در تیم ملی فوتبال مکزیک بازی کرده‌است.